# Cięciwa
Cięciwa [pronunciación en polaco: /t͡ɕenˈt͡ɕiva/] es un pueblo en el distrito administrativo de Gmina Dęser Wielkie, dentro del Distrito de Mińsk, Voivodato de Mazovia, en el este de Polonia. Se encuentra aproximadamente 4 kilómetros al norte de Dębe Wielkie, 11 kilómetros al noroeste de Mińsk Mazowiecki, y 30 kilómetros al este de Varsovia.